# جورج إرنست
جورج إرنست (بالإنجليزية: George Ernest)‏ مواليد 20 نوفمبر 1921 في بيتسفيلد، الولايات المتحدة - الوفاة 25 يونيو 2009 في ويتير، الولايات المتحدة، هو ممثل أمريكي بدأ مسيرته الفنية سنة 1930. ظهر في قرابة 60 فيلما. من أعماله ليتل مين.

## روابط خارجية
- جورج إرنست على موقع IMDb (الإنجليزية)
- جورج إرنست على موقع ألو سيني (الفرنسية)
- جورج إرنست على موقع أول موفي (الإنجليزية)
- جورج إرنست على موقع قاعدة بيانات الأفلام السويدية (السويدية)
- جورج إرنست على موقع قاعدة بيانات الفيلم (الإنجليزية)
- جورج إرنست على موقع كينوبويسك (الروسية)